# NGC 6926
NGC 6926 est une vaste galaxie spirale barrée située dans la constellation de l'Aigle. Sa vitesse par rapport au fond diffus cosmologique est de 5 718 ± 21 km/s, ce qui correspond à une distance de Hubble de 84,3 ± 5,9 Mpc (∼275 millions d'al). NGC 6926 a été découverte par l'astronome germano-britannique William Herschel en 1784.
NGC 6926 est une galaxie lumineuse dans l'infrarouge (LIRG). Sa luminosité dans l'infrarouge lointain (de 40 à 400 µm) est égale à 129 × 109 {\displaystyle L_{\odot }} (1011,11{\displaystyle L_{\odot }}) et sa luminosité totale dans l'infrarouge (de 8 à 1 000 µm) est de 182 × 109 {\displaystyle L_{\odot }} (1011,26{\displaystyle L_{\odot }}). De plus, elle présente une large raie HI. Elle renferme également des régions d'hydrogène ionisé et c'est une galaxie active de type Seyfert 2.

## Maser d'eau
Au début des années 2000, on a découvert des masers d'eau dans sept galaxies à noyau actif (AGN) : NGC 2824, NGC 2979, NGC 5643, NGC 6300, NGC 6926, ESO 269-G012 et IRAS  F19370-131. Le maser de NGC 6926 est possiblement associé à un disque entourant le noyau de la galaxie dont la masse du trou noir supermassif à l'intérieur de celui-ci serait au maximum de 4,8 x 107 {\displaystyle M_{\odot }}.

## Un trio de galaxies?

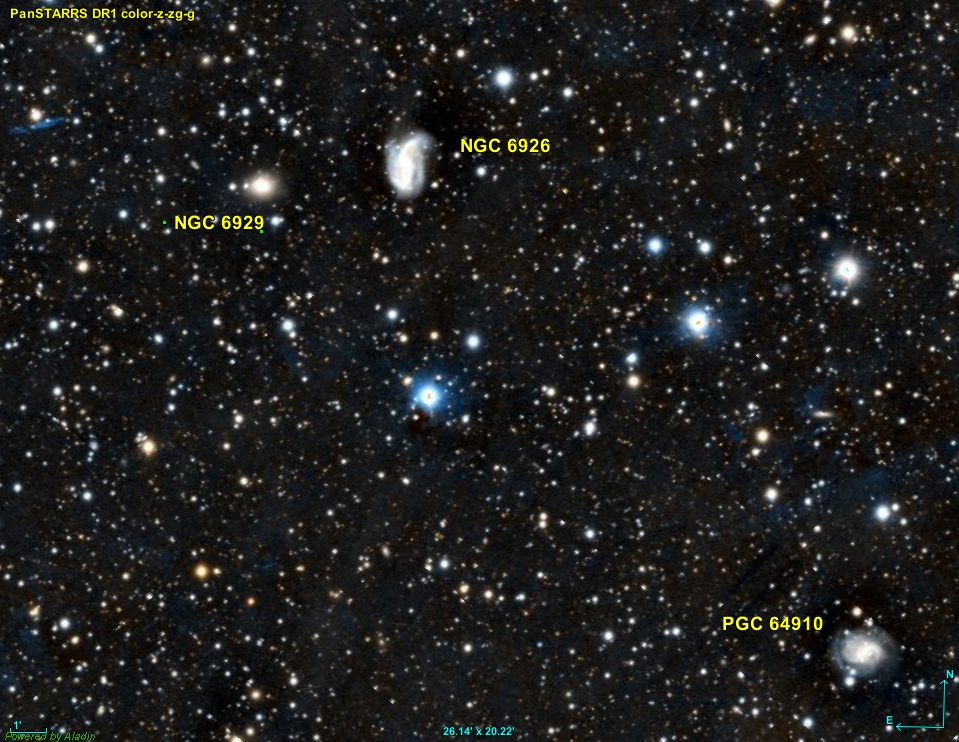
Un trio de galaxies.

NGC 6926, NGC 6929, PGC 64910 et peut-être quelques autres galaxies font probablement partie d'un groupe de galaxies qui est passé inaperçu jusqu'à présent. Les distances de Hubble de NGC 6929 et de PGC 64910 sont de 86,91 ± 6,10 Mpc (∼283 millions d'al) et de 83,62 ± 5,86 Mpc (∼273 millions d'al) et comme le montre l'image ci-contre, elles sont situées dans la même région de la sphère céleste.
D'ailleurs, NGC 6926 et NGC 6929 forment une paire de galaxies. C'est peut-être l'interaction gravitationnelle avec NGC 6929 qui est à l'origine de l'activité du noyau de NGC 6926.